# Candelaria Pagola
Candelaria Pagola (San Carlos de Bolívar, Argentina; 20 de diciembre de 1997) es una futbolista argentina. Juega de centrocampista y su equipo actual es Newell's Old Boys de la Primera División A de Argentina. campeona de la copa federal 2024 con Newell's Old Boys

## Trayectoria

### Estudiantes LP
En 2021 se suma como refuerzo a Estudiantes de La Plata. Debutó en el equipo el 17 de abril en una dura derrota por 4 a 0 contra UAI Urquiza correspondiente a la fecha 3 del Apertura 2021 de la Primera División A.

### Newell's Old Boys
Luego de tres años en Estudiantes de La Plata y tras haberse despedido de la institución a principios de enero, Pagola fue oficializada como refuerzo de Newell's Old Boys.

## Estadísticas

### Clubes
| Club                    | País      | Año             |
| ----------------------- | --------- | --------------- |
| Estudiantes de La Plata | Argentina | 2021 - 2024     |
| Newell's Old Boys       | Argentina | 2024 - presente |